# Герасимчук Дмитро Миколайович
Дмитро́ Микола́йович Герасимчу́к (нар. 15 червня 1985; Новоград-Волинський, Житомирська область — пом. 8 липня 2014 селище Металіст, Луганська область) — капітан Збройних сил України, учасник російсько-української війни.

## Життєпис
Дмитро Герасимчук народився 15 червня 1985 року в місті Новоград-Волинському, Житомирської області (згідно Українського Меморіалу в місті Секешфехервар). Його батько Микола Федорович теж був військовим. А 1986 року разом з родиною переїхав у Новоград-Волинський. У 1992—1995 роках навчався в ЗОШ № 2 міста Новоград-Волинський, 2002 року закінчив новоград-волинську ЗОШ № 7. Закінчив відділення підготовки військових лікарів при Вінницькому медичному коледжі. Від 2006 року у Збройних силах України. 2007 року закінчив Національний фармацевтичний університет — за спеціальністю «стандартизація і сертифікація медичних препаратів».
На фронт вирушив в травні 2014-го. Ординатор госпітального відділення медичної роти 30-ї окремої механізованої бригади. Завдяки його зусиллям з поля бою було порятовано майже 40 бійців. 22 травня підрозділ бригади потрапив у засідку поблизу міста Рубіжне; в ході бою двоє військовослужбовців загинули, шестеро отримали поранення. Капітан Герасимчук з товаришами організовували медичне забезпечення колони, надавали медичну допомогу, накладали джгути, робили перев‘язки і відвезли в місцеву лікарню міста Рубіжне поранених. Коли група доставила поранених у районну лікарню і збиралася повернутися до підрозділу, виявилося — місто заблоковане терористами. Дм довелося ночувати в Рубіжному; завдяки кмітливості капітана Герасимчука військовики провели ніч в безпеці. По тому їм не тільки самим вдалося виїхати, але й вивезти поранених та переправити їх санітарним вертольотом до шпиталю.
Загинув Дмитро 8 липня 2014 року в районі населеного пункту Весела Гора Луганської області внаслідок осколкового поранення в голову отриманого під час артилерійського обстрілу незаконним збройним формуванням базового табіру 2 БТГр, від розриву артилерійського снаряду над наметом, де проживав особовий склад медичного пункту.
Свідком трагічних подій став репортер телеканалу «Інтер» Роман Бочкала, який з українськими військовими потрапив під мінометний обстріл терористів. Роман Бочкала: «Наша артилерія працювала по позиціях терористів. Вони, очевидно, нас вичислили і відкрили у відповідь мінометний вогонь. Тут раптом пролунала команда „Повітря“, що означає — летять міни, і є тільки декілька секунд, щоб сховатися». Начмед і десантник сховатися не встигли й загинули.
10 липня відбулося прощання з ним у гарнізонному Будинку офіцерів в Звягелі, останню шану віддати прийшли сотні містян.
Похований з військовими почестями на військово-меморіальному цвинтарі у Новоград-Волинському по вулиці Чехова.
Без Дмитра лишились вдова й дворічний син Іван (2012 р.н.), батьки та сестра.

## Нагороди
- орден Богдана Хмельницького III ступеня (8.08.2014, посмертно)[3].